# 万元熙
万元熙（1939年12月9日—），生于四川棉竹，原籍江苏南京，磁约束核聚变专家，中国工程院院士。

## 履历[1]
- 1968年，毕业于北京大学物理系研究生班。
- 2009年，当选中国工程院院士。